# مروى بوغانمي
مروى بوغانمي (ولدت في 16 مارس 1992 تونس ) هي لاعبة كرة الطائرة تونسية. وهي عضو في فريق تونس الوطني للكرة الطائرة للسيدات ولعبت لصالح النادي النسائي بقرطاج في عام 2014. شاركت ضمن الفريق الوطني التونسي في بطولة العالم لكرة الطائرة للسيدات 2014 في إيطاليا. 

## الأندية
- CF Carthage (2014)

## روابط خارجية
- مروى بوغانمي على موقع عالم الكرة الطائرة (الإنجليزية)